# Сремска кобасица
Сремска кобасица је врста кобасице из Србије, пореклом из Срема. Садржи мешавину говеђег и свињског меса зачињеног паприком, црним бибером, сољу и „тајним зачинима”. Мало је димљенa и средње млевенa.
Црвену боју добија додатком слатке млевене паприке. Може се служити као предјело уз сир, маслине, или киселе краставчиће.